# Обсерватория Пла д’Аргин
Обсерватория Пла д’Аргин — астрономическая обсерватория, основанная в 2000 году около Альхимиа-де-Альфара, Испания, в 20 км севернее Валенсии.

## Руководители обсерватории
- Rafael Ferrando — основной наблюдатель и руководитель обсерватории

## Инструменты обсерватории
- 0.40-m f/10 Ritchey-Chretien[1]
- 0.26-m f/10 Schmidt-Cassegrain[2]

## Направления исследований
- Наблюдение и открытие астероидов
- Открытие вспышек сверхновых
- Открытие вспышек Новых в Туманности Андромеды

## Основные достижения
- Открыто 22 астероида с 2001 по 2006 года, которые уже получили постоянное обозначение[3]
- Rafael Ferrando открыл 82 астероида с 2001 по 2010 года, которые уже получили постоянное обозначение[4]
- Всего в обсерватории открыто 532 астероида
- Открытие внегалактических вспышек сверхновых и новых
- Открытие двух околоземных астероидов: 2002 EA и 2007 TK8
- 28150 астрометрических измерений опубликовано с 2000 по 2011 года[5]